# Санітарна вулиця (Київ)
Саніта́рна ву́лиця — вулиця в Голосіївському районі міста Києва, місцевість Добрий Шлях. Пролягає від Чумацької вулиці до Горяної вулиці.

## Історія
Вулиця виникла в середині XX століття під назвою 208-ма Нова. Сучасна назва — з 1944 року.